# Cubadisco
Cubadisco es un festival anual de música y evento de premiación a los mejores álbumes de la música cubana. Se lleva a cabo en la Ciudad de La Habana, Cuba, y fue establecido en 1997. 
A partir de 1998 y hasta la fecha el premio se ha convocado en más de 25 categorías en las que se agrupan todos los géneros musicales.
El Comité del Premio está integrado por profesionales de alto nivel entre músicos, musicólogos, críticos, directores de programas musicales de radio y televisión, periodistas y directores de revistas especializadas.
Cada año, el evento tiene como invitado a un país y a un género en particular. También hay homenajes a artistas y personalidades del panorama musical cubano . Exposiciones, conferencias, debates, conciertos y fiestas de lanzamiento musical son parte de las festividades en varios teatros y sitios de conciertos en todo el país. 
A raíz de la nacionalización de la industria musical cubana, la EGREM tomó a su cargo las actividades de producción, grabación y edición musical en Cuba hasta finales de la década de 1980, cuando surgieron otros sellos discográficos. 
En el 2001 se instauró el Premio de Honor que se entrega a personalidades cubanas o extranjeras con una trayectoria excepcional en la contribución a la creación y promoción musical de gran significación cultural y social.